# Herman Brood Museum & Experience
Herman Brood Museum & Experience is een museum  in Zwolle over de rockzanger en kunstenaar Herman Brood.
Nadat er op verschillende plaatsen exposities en tijdelijke musea waren geweest, werd in april 2017 het Herman Brood Experience in Zwolle geopend. De oprichter erachter is Ivo de Lange, met wie Herman Brood een tijd lang optrok. Het pand is ingericht in een pand uit 1444 aan de Blijmarkt tegenover het Museum de Fundatie en kwam tot stand in samenwerking met de gemeente en een groot aantal zakenmensen. Het museumgedeelte werd eind 2018 verplaatst naar de bovenverdieping en uitgebreid, met beneden een galerie en een winkel. Om de verbouwing naar een museum te bekostigen, werd door Johan Derksen het benefietconcert Let’s Go go for the Herman Brood Museum georganiseerd in het ernaast gelegen theater Odeon. Begin november 2018 ging het verder onder de naam Herman Brood Museum & Experience.
In het museum wordt het verhaal verteld van het leven van de artiest. Het vertoont tekeningen, schilderijen, kledingstukken, meubilair, een gitaar, poëziealbums van zijn zussen, foto's, filmmateriaal en allerlei andere voorwerpen uit het leven van Brood.
Er is een extra ruimte waar exposities van andere artiesten worden vertoond. Artiesten die de revue hebben gepasseerd, zijn The Beatles, The Rolling Stones, Queen en Cuby & The Blizzards.
In februari 2025 heeft de oprichter bekend gemaakt dat het museum na 30 maart 2025 uit financiële overwegingen definitief zal sluiten.

## Galerij
|                    |                    |           |                          |
| museumruimte links | museumruimte links | filmkamer | Beatles-expositie (2021) |

|                       |                       |                     |                     |
| galerie en balustrade | galerie en balustrade | museumruimte rechts | museumruimte rechts |